# کلوملا (دستگاه شنوایی)

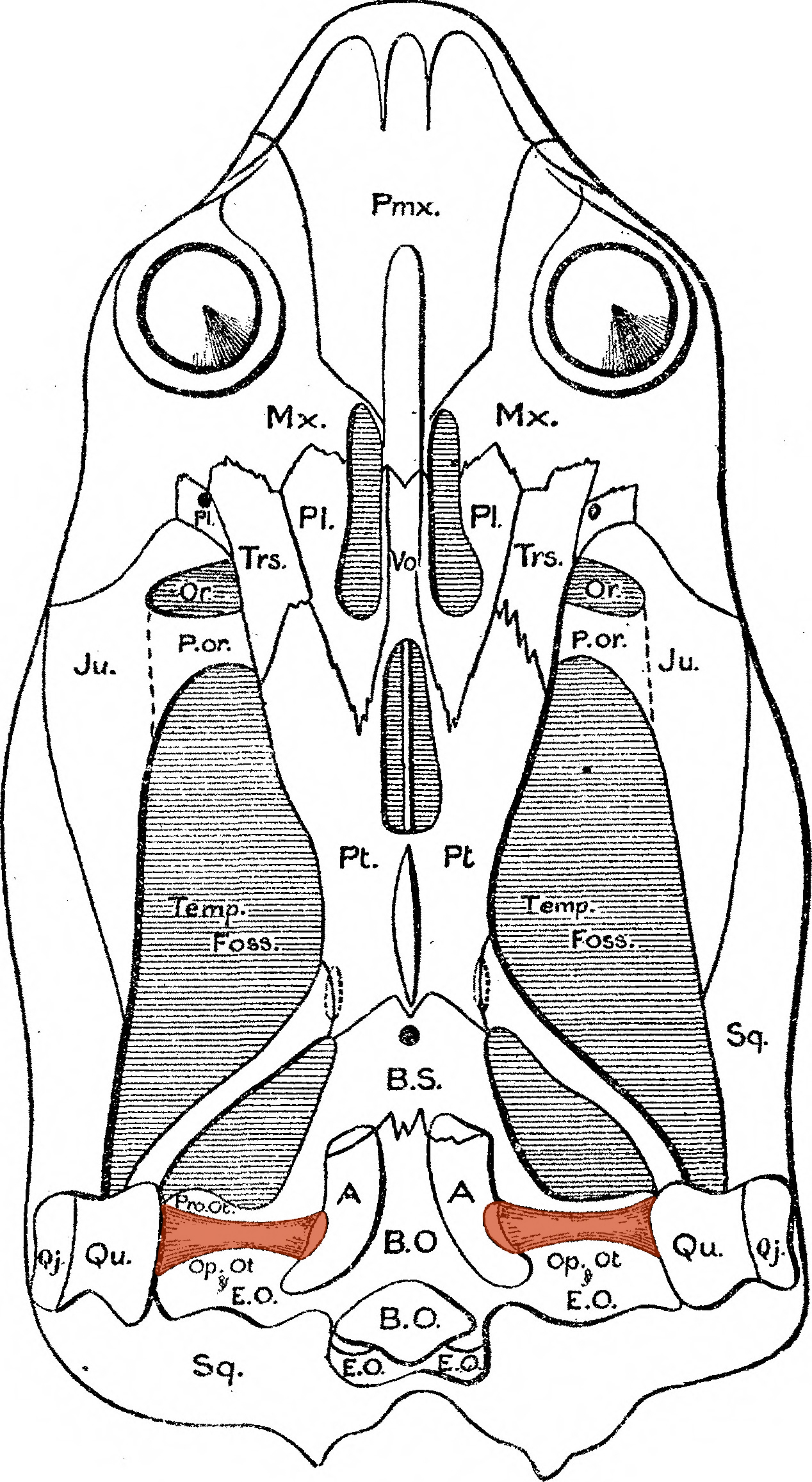
کلوملا (هایلایت شده) در جمجمه تراپسید منقرض شده Dicynodon.

در سیستم شنوایی، کلوملا یا ستونَک (به انگلیسی: Columella) به شنوایی در دوزیستان، خزندگان و پرندگان کمک می‌کند. کلوملاها ساختارهای استخوانی و نازکی را در درون جمجمه تشکیل می‌دهند و به منظور انتقال صداها از پرده گوش عمل می‌کنند. این هم‌ساخت‌شناسی فرگشتی رکابی است که یکی از استخوانچه‌های شنوایی در پستانداران است.
در بسیاری از گونه‌ها، اکستراکلوملا یک ساختار غضروفی است که در ارتباط با کلوملا رشد می‌کند. در طول فرگشت، کلوملا از انتهای پشتی قوس هیوئیدی مشتق می‌شود.

## کالبدشناسی در دوزیستان
در قورباغه‌ها، اکستراکلوملا ساده و درخت‌شکل است.

### پرندگان
در جنین جوجه، کلوملای اولیه از تراکم مزانشیمی به وجود می‌آید. غضروف‌زایی کلوملا زودتر از اکستراکلوملا رخ می‌دهد. در طی استخوان‌سازی درون‌غضروفی، کلوملا از دو منشأ پریوستوم استخوانی می‌شود: شفت و صفحه پا.